# Campylaspis selvakumarani
Campylaspis selvakumarani är en kräftdjursart som först beskrevs av Mihai Bacescu och Zarui Muradian 1974.  Campylaspis selvakumarani ingår i släktet Campylaspis och familjen Nannastacidae. Inga underarter finns listade i Catalogue of Life.